# Dơi mũi Pratt
Dơi mũi Pratt hay Dơi mũi Prat  (danh pháp khoa học: Hipposideros pratti) là một loài động vật có vú trong họ Dơi nếp mũi, bộ Dơi. Loài này được Thomas mô tả năm 1891.